# Temnitztal
Temnitztal ist eine Gemeinde im Landkreis Ostprignitz-Ruppin (Brandenburg). Sie wird vom Amt Temnitz verwaltet.

## Geografie
Die Ortsteile der Gemeinde Temnitztal liegen ca. 12 km westlich von Neuruppin und ca. 8 km östlich von Neustadt (Dosse) im Temnitztal. Namensgebend ist die das Gemeindegebiet durchfließende Temnitz, ein linker Nebenfluss des Rhin.

## Gemeindegliederung
Zur Gemeinde Temnitztal gehören folgende Ortsteile und Wohnplätze:
Ortsteile
- Garz
- Kerzlin
- Küdow-Lüchfeld
- Rohrlack
- Vichel
- Wildberg

Wohnplätze
- Küdow
- Lüchfeld

## Geschichte
Die heutigen Ortsteile der Gemeinde gehörten seit dem 14. Jahrhundert zur Herrschaft Ruppin, seit 1524 zum Kreis Ruppin in der Mark Brandenburg und ab 1952 zum Kreis Neuruppin im DDR-Bezirk Potsdam. Seit 1993 liegen sie im brandenburgischen Kreis Ostprignitz-Ruppin.
Die Gemeinde Temnitztal entstand am 30. Dezember 1997 aus dem freiwilligen Zusammenschluss der bis dahin selbstständigen Gemeinden Kerzlin, Küdow-Lüchfeld, Rohrlack, Vichel und Wildberg. Garz wurde am 26. Oktober 2003 nach Temnitztal eingemeindet.

### Garz

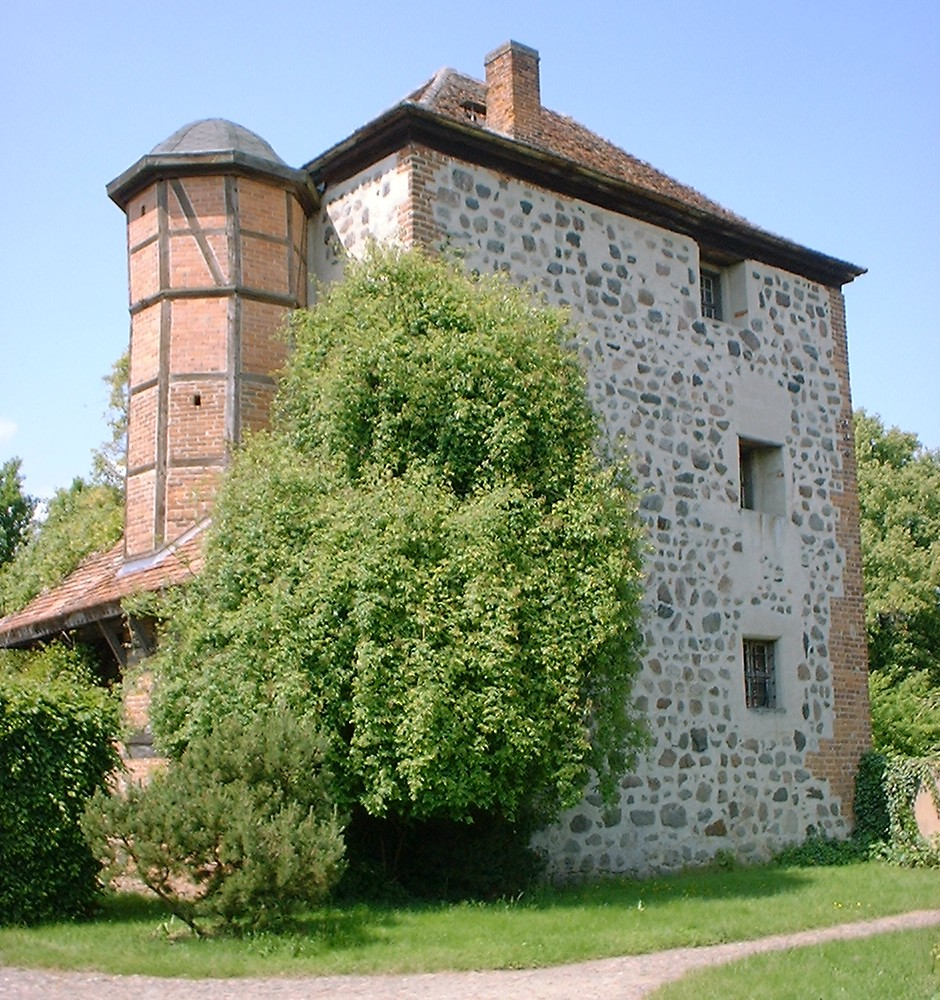
Burg Garz

Garz wurde 1390 erstmals urkundlich erwähnt. Der Name stammt von dem slawischen Wort „gard“ bzw. „gord“ für Burg. Garz befand sich 1390 im Besitz des Neuruppiner Kalands. Seit Anfang des 15. Jahrhunderts war dort die Familie von Quast ansässig. Um 1490 gehörte Garz zur im Kern reichsunmittelbaren Herrschaft Ruppin der Grafen von Lindow-Ruppin. Im 18. Jahrhundert ließ die Familie von Quast die Parks von Garz und Vichel als Barockgärten anlegen. Hermann von Quast (1812–1888), Gutsherr auf Garz, ließ Mitte des 19. Jahrhunderts den Park des Herrenhauses in Garz als Landschaftsgarten gestalten, ebenso wie sein Bruder Albrecht (1813–1871), der Gutsherr auf Vichel, den Park des dortigen Herrenhauses. Von Adolf Friedrich von Quast (1893–1976) sind diverse Fotos des Gutsparks aus der Zeit von 1916 bis 1943 erhalten. 1945 wurde die Familie von Quast enteignet, das Herrenhaus wurde Kulturhaus und erhielt in der oberen Etage Wohnungen. Nachdem 1992 Teile des Garzer Gutshofes samt Gutspark in Privatbesitz übergingen, wurden dort Restaurierungsarbeiten nach historischem Vorbild durchgeführt.

### Vichel
Während des Dreißigjährigen Kriegs wurde Vichel 1638 durch kaiserliche Truppen unter der Führung des Generals Graf von Gallas abgebrannt. Der Ort befand sich zur damaligen Zeit im Besitz des schwedischen Generals Adam von Pfuel, aus dem alten in der Märkischen Schweiz ansässigen Adelsgeschlecht von Pfuel. Das Rittergut kam durch die Heirat seines Vaters Adam I. von Pfuel (1562–1626), Erbherr auf Jahnsfelde und Wilkendorf, mit der Barbara von Burgsdorff (1569–1622) auf Vichel, in deren Besitz. Vichel ging um 1630 an die uradelige Familie von Quast, gehörte zeitweilig mit der Familienlinie Garz zusammen. Nachfolgend entwickelte sich die Linie von Quast-Vichel. Die Quast brachten mehrfach Ritterschaftsräte und Direktoren hervor und verfügten damit über Einfluss in der Kreditvergabe der Ritterschaftsbanken. Bekanntester Vertreter war der Ehren-Kommendator und Kanzler des Johanniterordens Hans-Henning von Quast-Vichel. Als letzter Gutsbesitzer bis zur Bodenreform gilt der damalige Rittmeister und spätere Bundeswehroffizier Otto-Henning von Quast (1913–1986) auf Vichel und Rohrlack.

### Wildberg
Wildberg an der Temnitz wurde 1335 erstmals urkundlich erwähnt. Zuvor gab es hier eine slawische Siedlung, von der die bewaldeten hügeligen Reste einer slawischen Burg aus dem 10./13. Jahrhundert stammen. Eroberer waren wahrscheinlich die Grafen von Arnstein, die die Burg um 1214 als Ausgangsbasis für ihre Raubzüge nutzten. 1319, mit der Übernahme der Herrschaft Wusterhausen durch die Grafen von Lindow-Ruppin, verlor die Burg ihre Bedeutung. Wildberg gehörte fortan zur Herrschaft Ruppin. 1491 scheinen die Herren von Zieten in den Besitz von Wildberg gekommen zu sein. Hans von Zieten auf Wildberg wird als Rat des letzten Grafen von Lindow-Ruppin genannt. Die Gräfin Anna Jakobine Stollberg-Wernigerode wohnte bis 1526 hier, die Burg war danach verfallen. Die Burg Wildberg ist nicht erhalten, und nur noch die Reste der Wallanlage und der trockenen Burggraben sind vorhanden.
Im Mittelalter war Wildberg ein kleines Städtchen an der Handelsstraße von Berlin nach Hamburg. Während des Dreißigjährigen Krieges wurde  1638 Wildberg durch den kaiserlichen General Matthias Gallas völlig zerstört. Der städtebauliche Grundriss blieb jedoch bis heute erhalten das Stadtrecht nicht.  Bis 1945 war mit einem Gut das Adelsgeschlecht von Zieten hier ansässig, deren Familiengruft sich in der evangelischen St.-Nikolai-Kirche befindet. Das Gut ist danach verfallen.
Das Rittergut Wildberg mit Gut Lögow I war zuletzt im Eigentum des Hans Joachim von Zieten-Wildberg (1909–1943), das Gut führte dann bis zur Bodenreform seine Witwe Renate, geborene Freiin von Fritsch (1912–2000).

## Bevölkerungsentwicklung
| Jahr | Einwohner |
| ---- | --------- |
| 1997 | 1.612     |
| 2000 | 1.580     |
| 2005 | 1.670     |
| 2010 | 1.547     |
| 2015 | 1.461     |

| Jahr | Einwohner |
| ---- | --------- |
| 2020 | 1.511     |
| 2021 | 1.525     |
| 2022 | 1.473     |
| 2023 | 1.466     |
| 2024 | 1.465     |

Gebietsstand des jeweiligen Jahres, Einwohnerzahl: Stand 31. Dezember, ab 2011 auf Basis des Zensus 2011, ab 2022 auf Basis des Zensus 2022

## Politik

### Gemeindevertretung
Die Gemeindevertretung von Temnitztal besteht entsprechend der Einwohnerzahl der Gemeinde seit 2024 aus 12 Gemeindevertretern und dem ehrenamtlichen Bürgermeister. Die Kommunalwahl am 9. Juni 2024 führte bei einer Wahlbeteiligung von 75,7 % zu folgendem Ergebnis:
| Partei / Wählergruppe                | Stimmenanteil 2019 | Sitze 2019 |        | Stimmenanteil 2024 | Sitze 2024 |
| ------------------------------------ | ------------------ | ---------- | ------ | ------------------ | ---------- |
| Brandenburgische Gemeinde Temnitztal | 36,1 %             | 4          | 56,0 % | 7                  |            |
| Aktive Bürgergemeinschaft Temnitztal | 25,6 %             | 3          | 15,5 % | 2                  |            |
| Einzelbewerber Colin Helberg         | –                  | –          | 10,4 % | 1                  |            |
| SPD                                  | 06,4 %             | 1          | 10,0 % | 1                  |            |
| Die Linke                            | 04,4 %             | –          | 04,5 % | 1                  |            |
| Heimatverein Kerzlin e. V.           | 08,4 %             | 1          | 03,6 % | –                  |            |
| CDU                                  | 14,7 %             | 1          | –      | –                  |            |
| Bündnis 90/Die Grünen                | 04,4 %             | –          | –      | –                  |            |
| Insgesamt                            | 100 %              | 10         | 100 %  | 12                 |            |

### Bürgermeister
- 1998–2003: Manfred Lehmann[17]
- 2003–2019: Thomas Voigt (Brandenburgische Gemeinde Temnitztal)[18]
- seit 2019: Michael Mann (Brandenburgische Gemeinde Temnitztal)

Mann wurde bei der Bürgermeisterstichwahl am 16. Juni 2019 mit 57,0 % der gültigen Stimmen gewählt. Bei der Bürgermeisterwahl am 9. Juni 2024 wurde er mit 75,9 % der gültigen Stimmen in seinem Amt bestätigt. Seine Amtszeit beträgt fünf Jahre.

## Sehenswürdigkeiten

### Garz

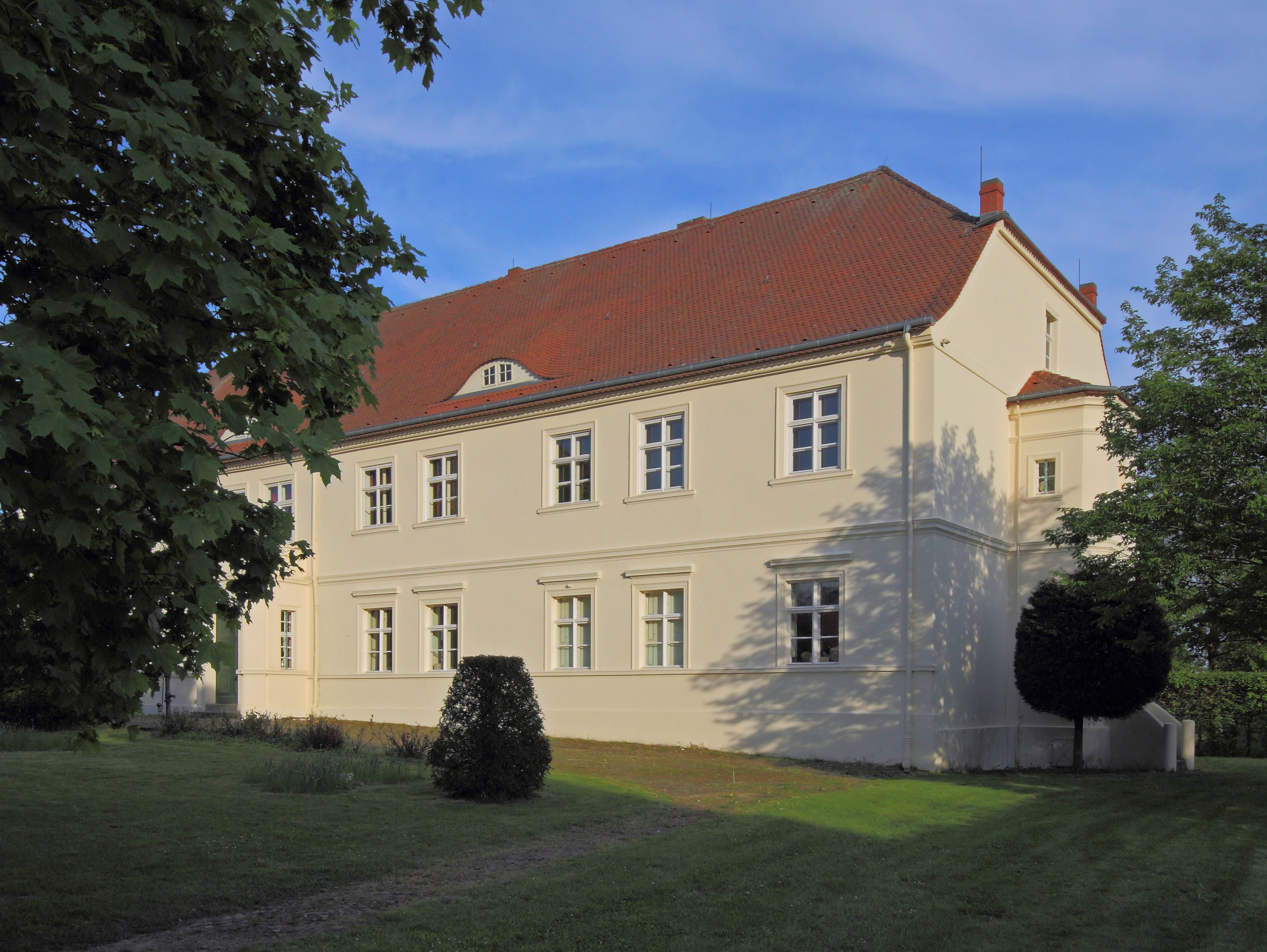
Herrenhaus Garz

- Burg Garz, eine der ältesten Gutsanlagen im Land Brandenburg. Von der mittelalterlichen Befestigungsanlage ist ein Wohnturm erhalten. Der aus dem 13. oder 14. Jahrhundert stammende Feldsteinturm (11 m hoch, mit bis zu 1,40 m dicken Wänden) diente der Familie von Quast nach dem Dreißigjährigen Krieg als Wohnhaus. 1681 wurde der polygonale Fachwerktreppenturm angebaut.[22]
- Herrenhaus, um 1700 entstanden, später frühklassizistisch erweitert
- Gutspark südlich vom Herrenhaus, etwa sechs Hektar groß, im landschaftlichen Stil gestaltet (inklusive Teich mit Brücke und Insel sowie Schneise nach Vichel)[23]
- Kirche, 1727 im barocken Stil erbaut
- Vorlaubenhaus in der Dorfstraße 4, ehemaliger Dorfkrug. 2005 beteiligte sich die Deutsche Stiftung Denkmalschutz an der Sanierung.

### Kerzlin
- Evangelische Kirche, 1913 erbaut, Baubeginn 8. März, Einweihung im November 1913
- Kriegerdenkmal, 1922 von Max Wiese für die gefallenen Soldaten im Ersten Weltkrieg erschaffen, im Oktober 1992 vollständig restauriert

### Vichel
- Herrenhaus mit Rundbogen-Loggia, bis 1945 im Besitz der Familie von Quast, 2005 von der anthroposophisch ausgerichteten „Gesellschaft zur Förderung musischer Erziehung in der sozialen und therapeutischen Arbeit (GzF) e. V.“ ersteigert
- Kirche von 1867, in italienisch-romanisierendem Stil erbaut

### Wildberg
- Evangelische Kirche Sankt Nicolaus mit der Familiengruft des Adelsgeschlechts von Zieten
- Reste der Wallanlage mit dem trockenen Graben der früheren Burg Wildberg (südlich der Hauptstraße (B167) bei der Bahnanlage)

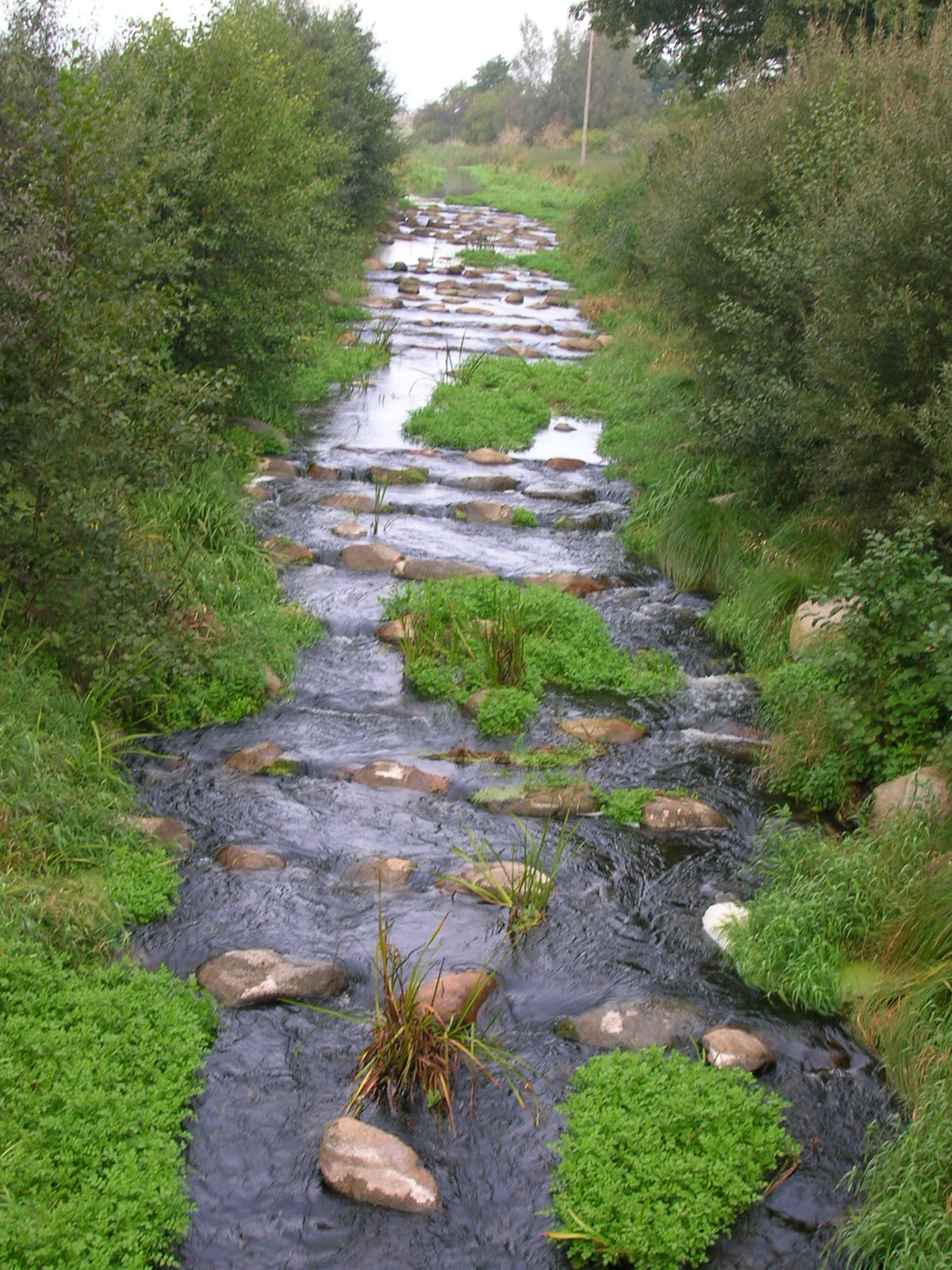
Fluss Temnitz in der Nähe von Garz
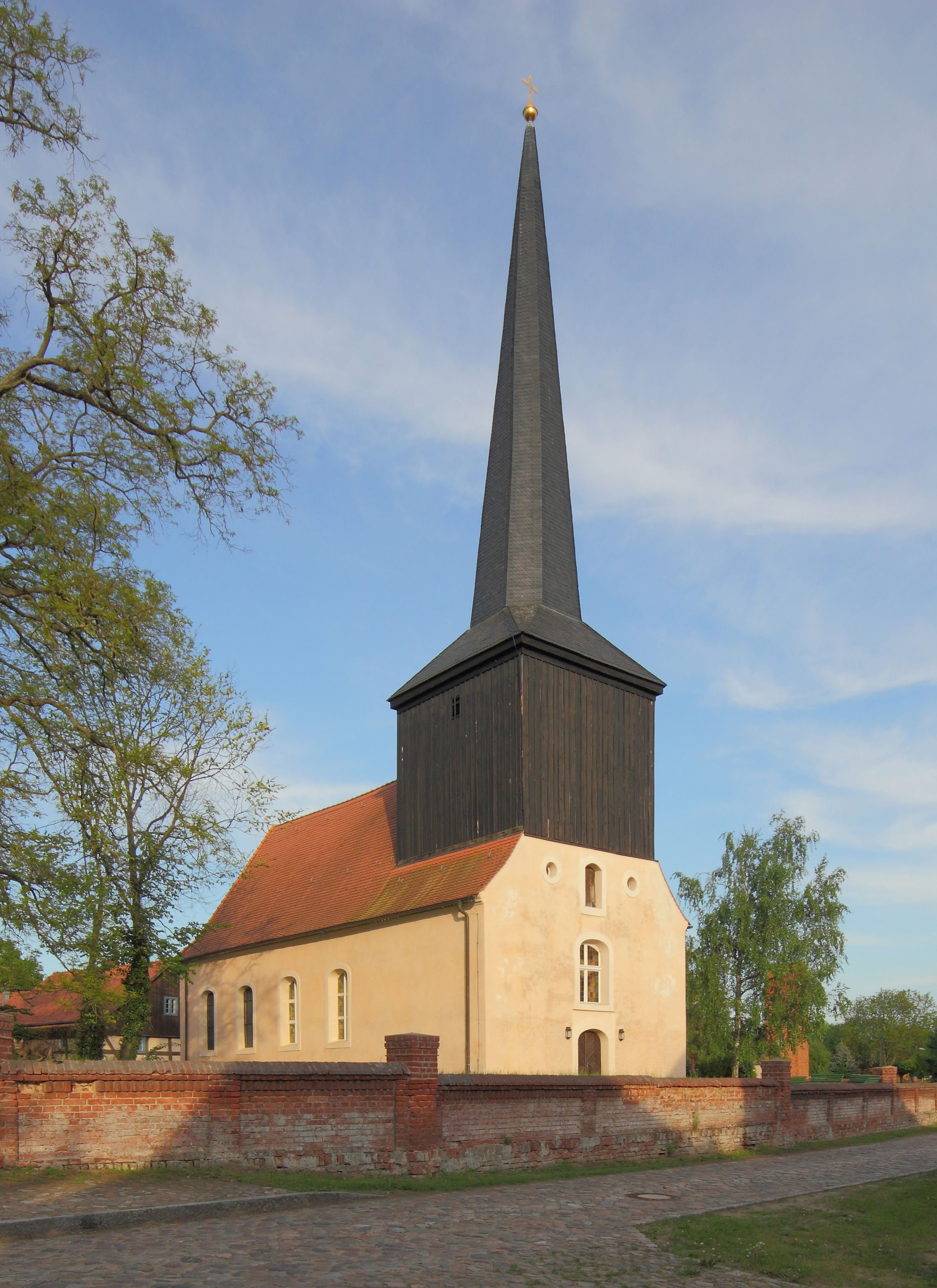
Dorfkirche Garz
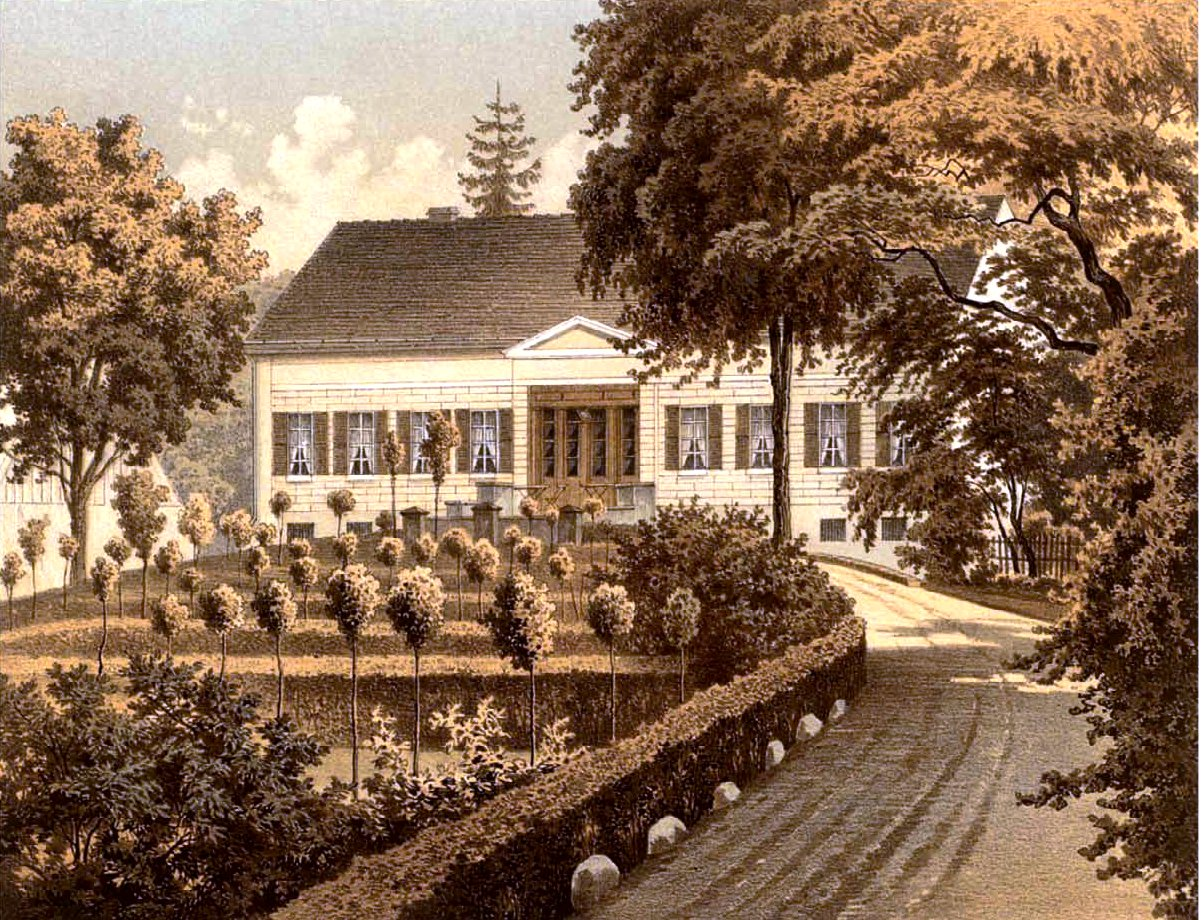
Rittergut Lüchfeld um 1860, Sammlung Alexander Duncker
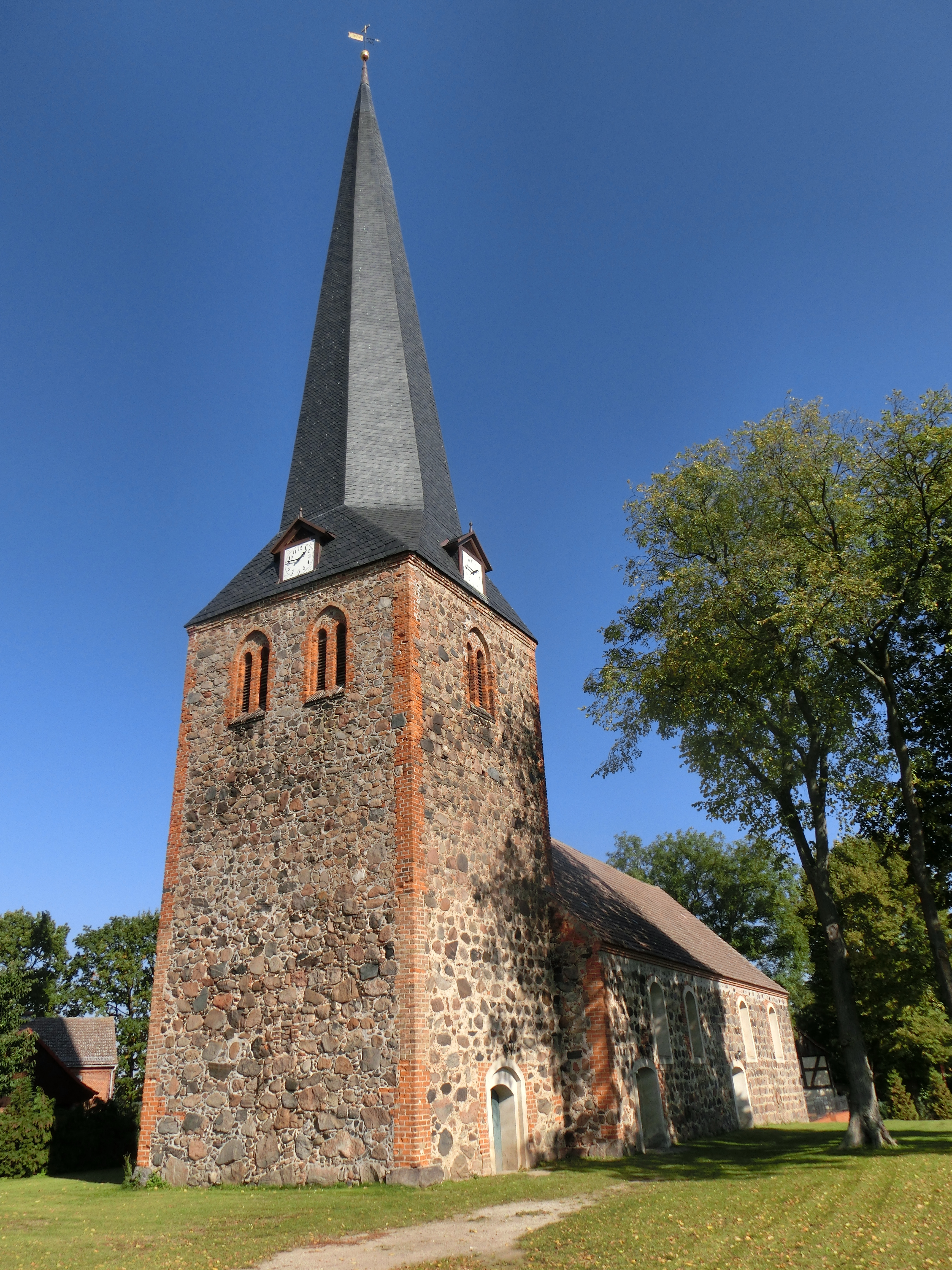
Kirche Sankt Nicolaus in Wildberg
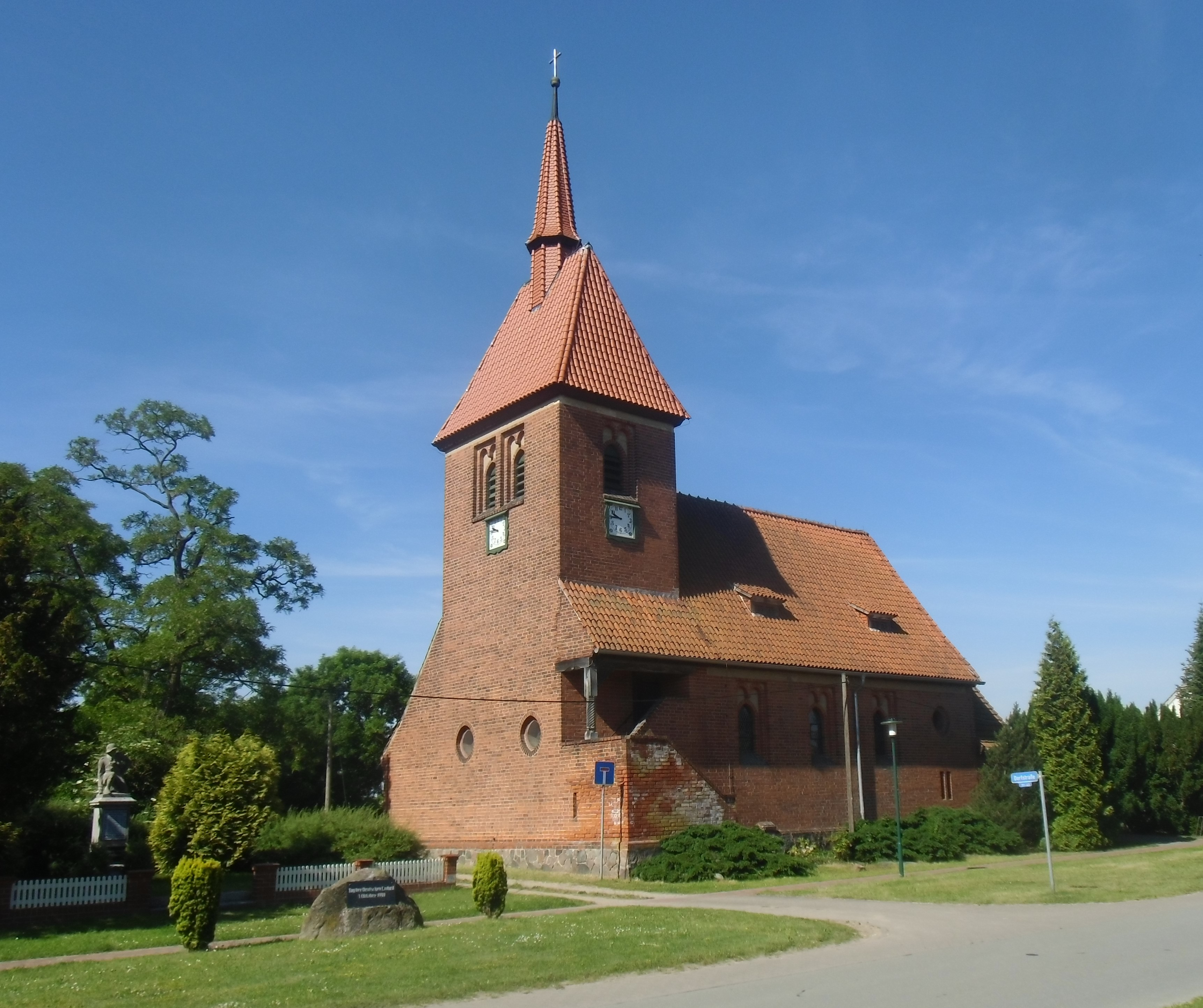
Dorfkirche Kerzlin
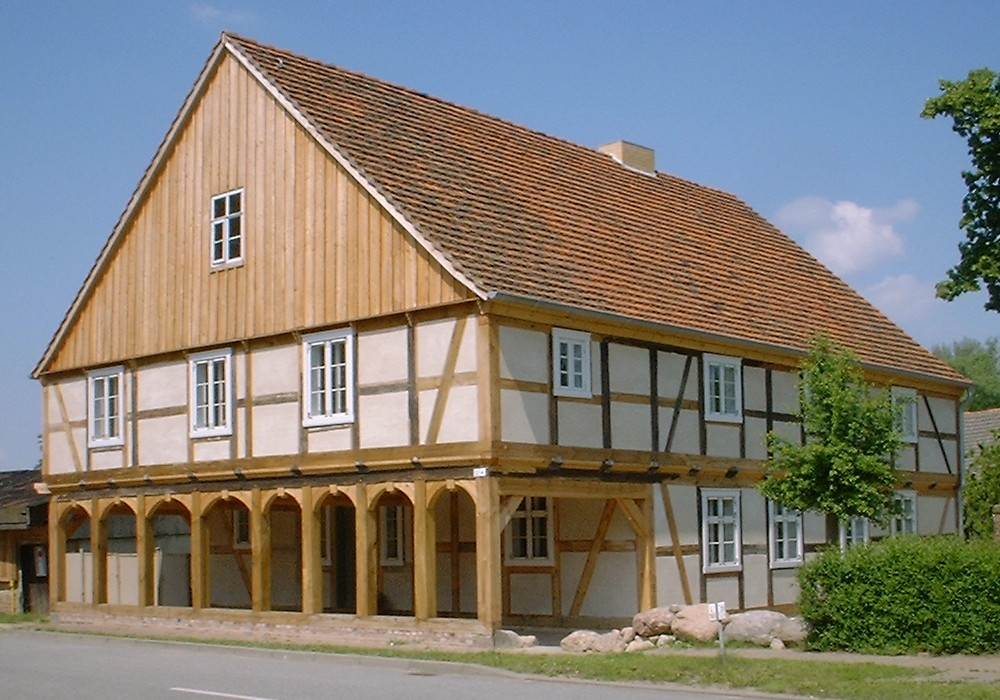
Vorlaubenhaus in Garz
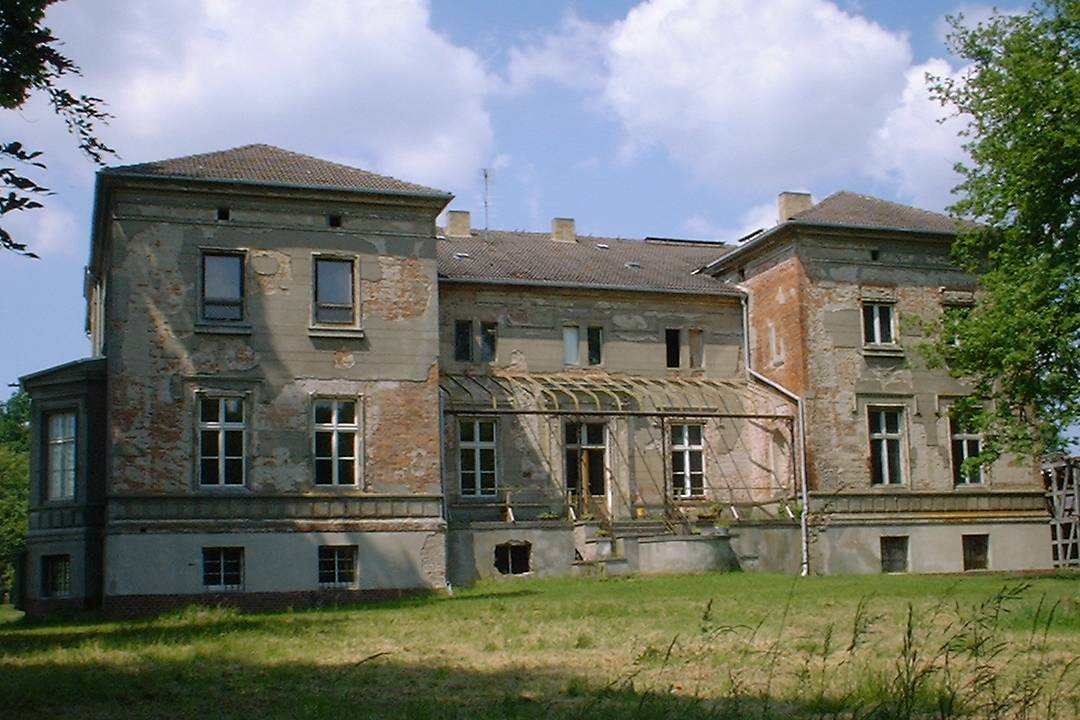
Herrenhaus derer von Quast in Vichel
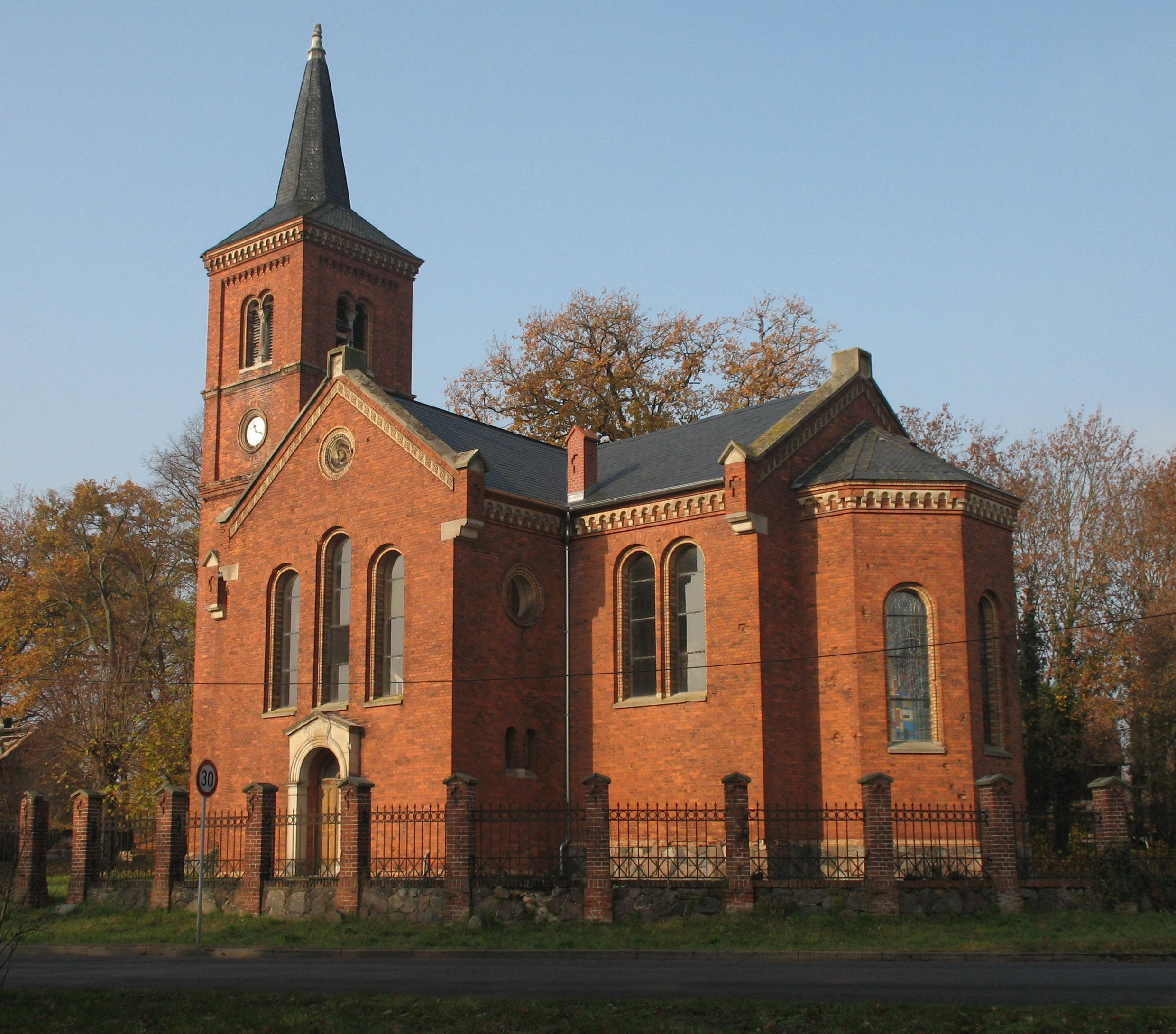
Kirche in Vichel
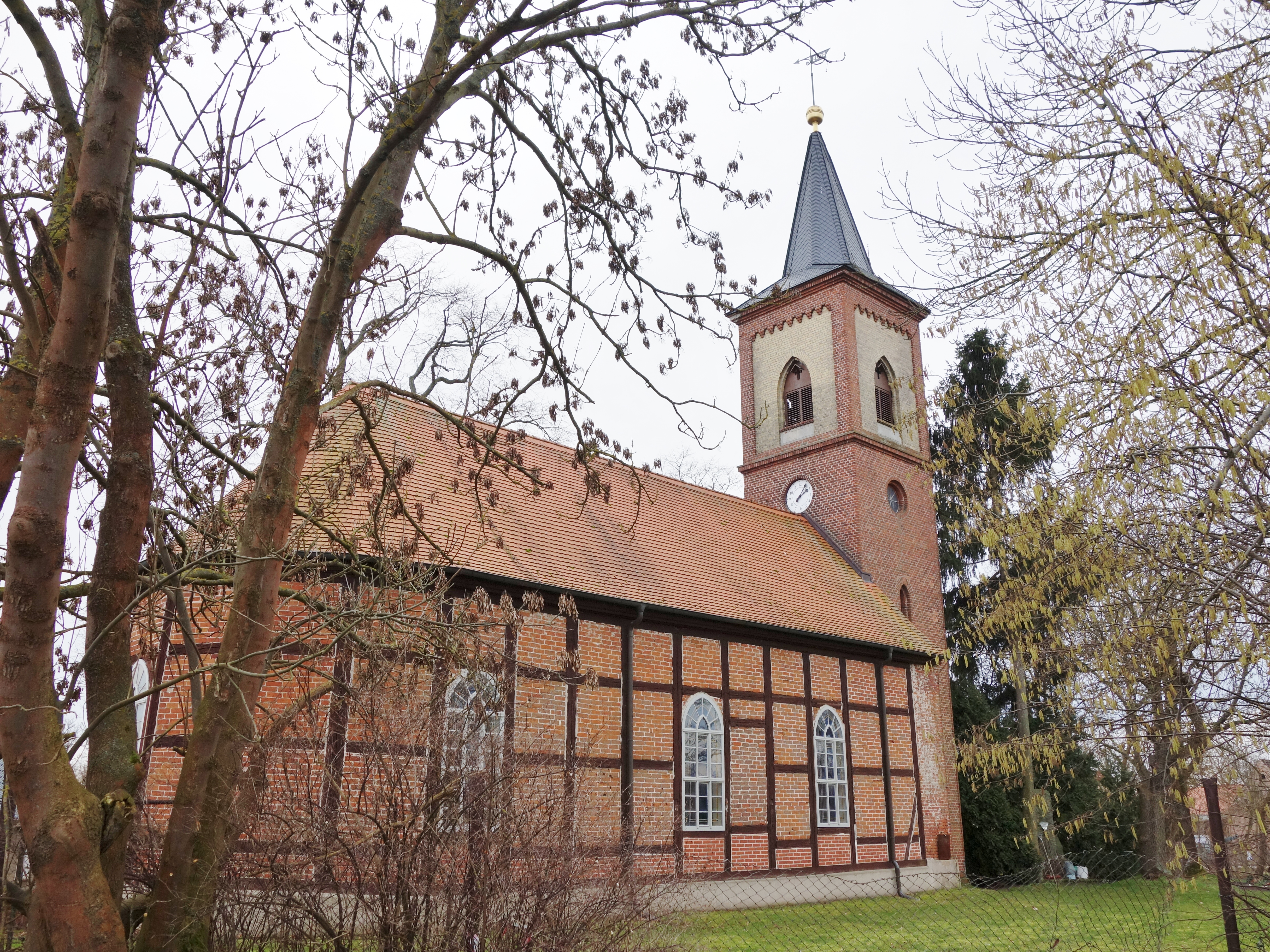
Kirche in Lüchfeld
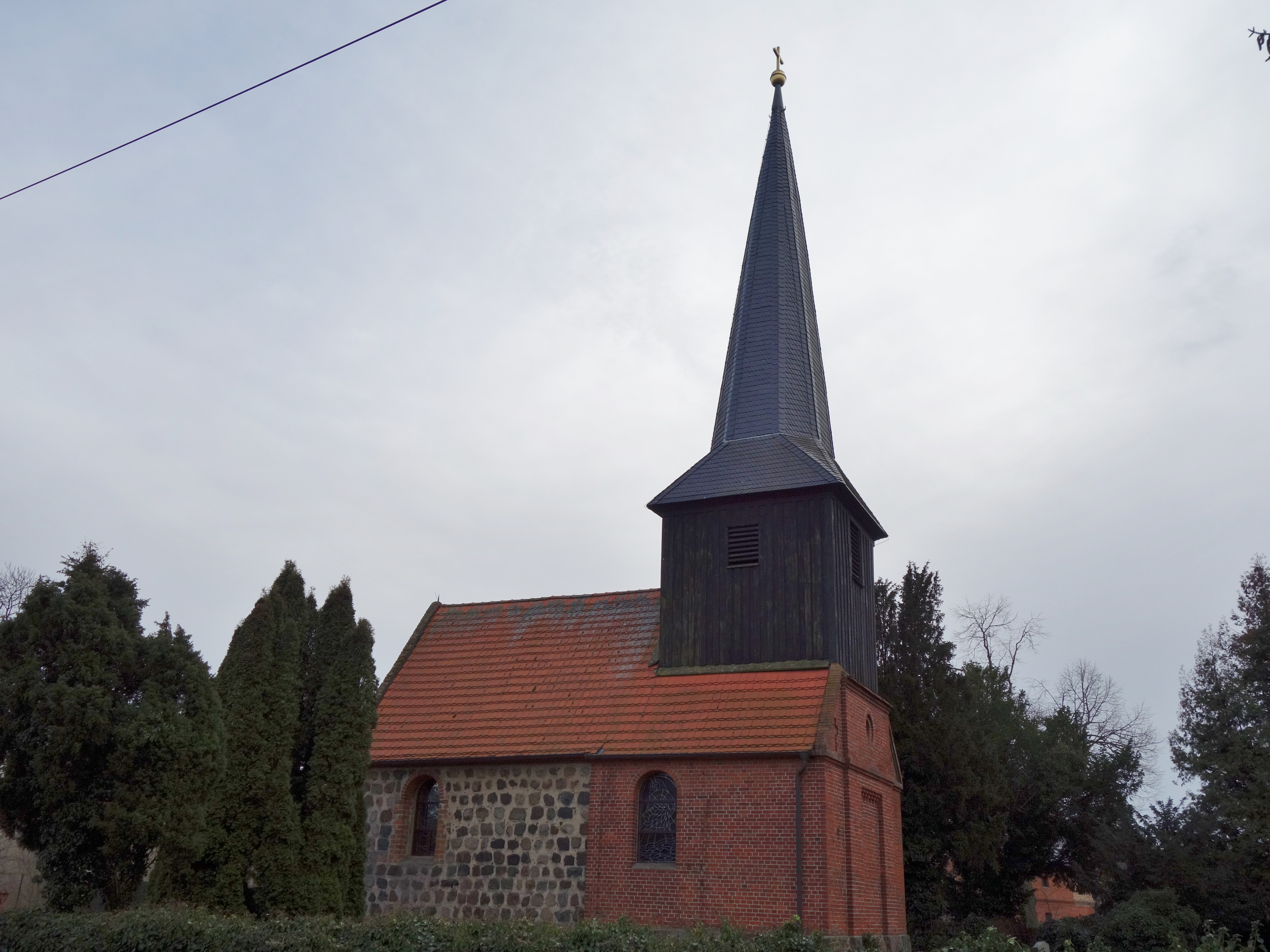
Kirche in Küdow

## Wirtschaft und Infrastruktur

### Landwirtschaft
Die Landkorb GmbH & Co. KG aus Rohrlack vermarktet seit 1997 Biokisten, welche bis nach Berlin ausgeliefert werden. Das Unternehmen beschäftigt 40 Mitarbeiter und generiert einen Umsatz von fünf Millionen Euro.

### Verkehr
Die Ortsteile von Temnitztal werden durch die Bundesstraße 167 zwischen Neustadt (Dosse) und Neuruppin sowie durch die Landesstraße L 166 Friesack–Wildberg erschlossen.
Der Personenverkehr auf der durch Temnitztal verlaufenden Bahnstrecke Neustadt (Dosse)–Neuruppin mit dem Bahnhof Wildberg b Neuruppin ist im Dezember 2006 eingestellt worden.
Durch die Ostprignitz-Ruppiner Personennahverkehrsgesellschaft ist Wildberg mit einer PlusBus- sowie die anderen Ortsteile mit weiteren Regionalbuslinien erreichbar.

### Bildung
Grundschule am Burgwall Wildberg

## Persönlichkeiten
- Adam von Pfuel (1604–1659), General, geboren in Vichel